# Ворон (село)
Во́рон (укр. Во́рун; крымскотат. Vörün) — село на юго-востоке Крыма. Входит в Городской округ Судак Республики Крым (согласно административно-территориальному делению Украины — Междуреченский сельский совет Судакского горсовета Автономной Республики Крым).

## Население
| 2001 | 2014 |
| ---- | ---- |
| 202  | ↘178 |

Всеукраинская перепись 2001 года показала следующее распределение по носителям языка
| Язык             | Процент |
| ---------------- | ------- |
| русский          | 88.12   |
| крымскотатарский | 11.39   |
| другие           | 0.5     |

### Динамика численности

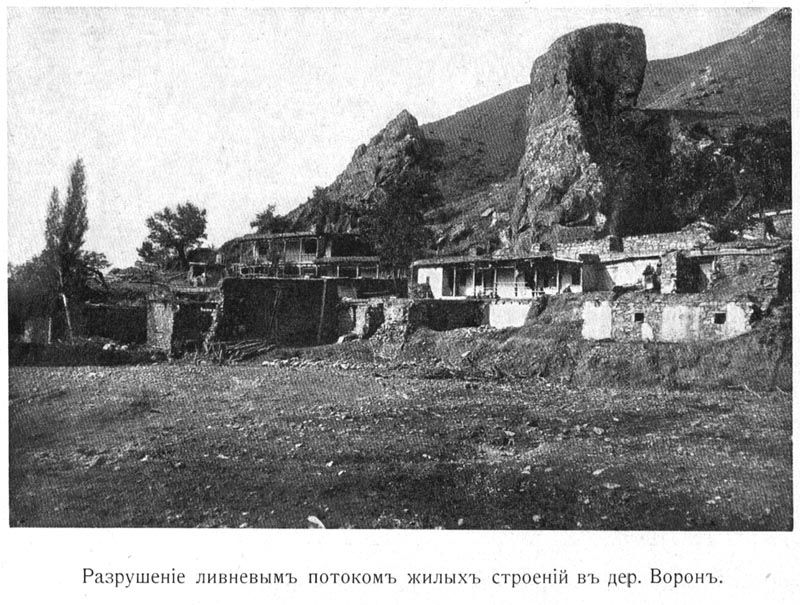
Деревня Ворон, разрушенная селем в 1911 году. Из книги Рухлова «Обзор речных долин…»

| - 1520 год — 129 чел. - 1542 год — 155 чел. - 1805 год — 175 чел. - 1864 год — 375 чел. - 1886 год — 442 чел. - 1889 год — 854 чел. - 1892 год — 918 чел. - 1897 год — 965 чел. | - 1915 год — 1018/135 чел. - 1902 год — 1056 чел. - 1926 год — 947 чел. - 1939 год — 850 чел. - 1989 год — 150 чел. - 2001 год — 202 чел. - 2009 год — 159 чел. - 2014 год — 178 чел. |

## География
Расположено на северо-западе территории округа, в долине небольшой реки Ворон юго-восточного склона Главной гряды Крымских гор, высота центра села над уровнем моря 223 м. Расстояние до Судака около 23 километров (по шоссе), ближайшая железнодорожная станция — Феодосия — примерно в 73 километрах. Соседние населённые пункты — Междуречье в 2,5 км на юго-восток и Громовка в 2 км на юго-запад по прямой. Транспортное сообщение осуществляется по региональной автодороге 35Н-589 от шоссе 35Н-593 Алушта — Судак — Феодосия на Междуречье (по украинской классификации — С-0-11507).

## Современное состояние
На 2018 год в Вороне числится 4 улицы; в селе, на площади 25,3 гектара, в 60 дворах, по данным сельсовета, на 2009 год, проживало 159 человек. В селе действуют фельдшерско-акушерский пункт, сельский клуб (бывшая мечеть, которой около 300 лет). Ворон связан автобусным сообщением с Судаком и соседними населёнными пунктами.

## История
Время возникновения селения неизвестно — в окрестностях обнаружены остатки двух средневековых поселений.
Впервые в доступных источниках Ворон, как Lonolli (или lo Volli), входящий в состав генуэзского Солдайского консульства, встречается в договоре генуэзцев с Элиас-Беем Солхатским 1381 года. Вблизи современного села, на одной из скал, возвышающихся над долиной, разведками И. А. Баранова, обнаружены следы стены и, возможно, круглой башни, датируемые XIV—XV веком — там мог находиться небольшой монастырь или средневековая усадьба генуэзского периода. После разгрома Кафы османами в 1475 году деревня была включена в Судакский кадылык санджака Кефе (до 1558 года, в 1558—1774 годах — эялета) Османской империи. По первой переписи населения Кефинского санджака 1520 года в селении Ворон насчитывалось 23 семьи и 119 жителей, исповедовавших христианство и 2 семьи в 10 жителей — мусульман, в 1542 году 130 христиан (20 дворов) и 25 (5 дворов) мусульман. По налоговым ведомостям 1634 года в селении числилось 12 дворов немусульман, из которых недавно выселились жители 14 дворов: в Сартану — 10, в общину Кефе — 2, в Кирим и Шелен — по 1 двору.
Греческое население исчезло, вероятнее всего, в силу миграционных процессов и естественных причин: согласно данным дефтеров, в середине XVII в. был большой отток местного христианского населения в земли Крымского ханства и османскими чиновниками было продано оставленное христианами имущество мусульманам — переселенцам из охваченных бунтами и подверженных многолетним неурожаям санджаков Восточной Анатолии, также в районы Судакского кадылыка заселялись мусульмане из земель хана. Мусульманское население в деревне выросло за счет миграционных процессов в XVII веке. Документальное упоминание селения встречается в «Османском реестре земельных владений Южного Крыма 1680-х годов», согласно которому Ворин входил в Судакский кадылык эялета Кефе. Всего упомянуто 55 землевладельцев (все мусульмане), владевших 1821-м дёнюмом земли. После обретения ханством независимости по Кючук-Кайнарджийскому мирному договору 1774 года «повелительным актом» Шагин-Гирея 1775 года селение было включено в Крымское ханство, в состав Кефинского каймаканства Судакского кадылыка, что зафиксировано и в Камеральном Описании Крыма… 1784 года.
После присоединения Крыма к России (8) 19 апреля 1783 года, (8) 19 февраля 1784 года, именным указом Екатерины II сенату, на территории бывшего Крымского Ханства была образована Таврическая область и деревня была приписана к Левкопольскому, а после ликвидации в 1787 году Левкопольского — к Феодосийскому уезду Таврической области. После Павловских реформ, с 1796 по 1802 год, входила в Акмечетский уезд Новороссийской губернии. По новому административному делению, после создания 8 (20) октября 1802 года Таврической губернии, Ворон был включён в состав Кокташской волости Феодосийского уезда.
По Ведомости о числе селений, названиях оных, в них дворов… состоящих в Феодосийском уезде от 14 октября 1805 года, в деревне Ворон числился 31 двор и 175 жителей, исключительно крымских татар. На военно-топографической карте генерал-майора Мухина 1817 года деревня Ворон обозначена с 41 двором. После реформы волостного деления 1829 года Ворон, согласно «Ведомости о казённых волостях Таврической губернии 1829 года», остался в составе Кокташской волости. На карте 1836 года в деревне 102 двора, как и на карте 1842 года.
В 1860-х годах, после земской реформы Александра II, деревню приписали к Таракташской волости. Согласно «Списку населённых мест Таврической губернии по сведениям 1864 года», составленному по результатам VIII ревизии 1864 года, Ворон — казённая татарская деревня со 97 дворами, 375 жителями и мечетью при фонтане. По обследованиям профессора А. Н. Козловского начала 1860-х годов, селение «…изобилуют родники прекрасной пресной воды». На трёхверстовой карте Шуберта 1865—1876 года в деревне Ворон обозначено 65 дворов. На 1886 год, согласно справочнику «Волости и важнѣйшія селенія Европейской Россіи», в селе проживало 442 человека в 142 домохозяйствах, действовала мечеть. В «Памятной книге Таврической губернии 1889 года» по результатам Х ревизии 1887 года записан Ворон со 174 дворами и 854 жителями.
После земской реформы 1890-х годов деревня осталась в составе преобразованной Таракташской волости. По «…Памятной книжке Таврической губернии на 1892 год» в Вороне, составлявшем Воронское сельское общество, числилось 918 жителей в 176 домохозяйствах, на верстовке Крыма 1893 года — также 176 дворов с татарским населением. Всероссийская перепись 1897 года зафиксировала в деревне 965 жителей, из которых 958 мусульман (крымских татар). По «…Памятной книжке Таврической губернии на 1902 год» в деревне Ворон, составлявшей Воронское сельское общество, числилось 1056 жителей в 198 домохозяйствах. В 1914 году в деревне велось строительство нового здания мектеба. По Статистическому справочнику Таврической губернии. Ч.II-я. Статистический очерк, выпуск пятый Феодосийский уезд, 1915 год, в деревне Ворон Таракташской волости Феодосийского уезда числилось 222 двора (все дворы с землёй) с татарским населением в количестве 1018 человек приписных жителей и 135 «посторонних», из которых 641 мужчина и 512 женщин. Жители владели 1007 десятинами удобной земли. В хозяйствах имелось 74 лошади, 52 вола, 76 коров и 620 голов овец, свиней, или коз.
После установления в Крыму Советской власти, по постановлению Крымревкома от 8 января 1921 года была упразднена волостная система и село включили в состав вновь созданного Судакского района Феодосийского уезда,, а в 1922 году уезды получили название округов. 11 октября 1923 года, согласно постановлению ВЦИК, в административное деление Крымской АССР были внесены изменения, в результате которых округа ликвидировались и Судакский район стал самостоятельной административной единицей. Согласно Списку населённых пунктов Крымской АССР по Всесоюзной переписи 17 декабря 1926 года, в селе Ворон, центре Воронского сельсовета Судакского района, числилось 243 двора, из них 242 крестьянских, население составляло 947 человек. В национальном отношении учтено 943 татарина, 1 русский, 1 грек, действовала татарская школа. По данным всесоюзная перепись населения 1939 года в селе проживало 850 человек.
В 1944 году, после освобождения Крыма от фашистов, согласно Постановлению ГКО № 5859 от 11 мая 1944 года, 18 мая крымские татары были депортированы в Среднюю Азию: на май того года подлежало выселению 973 человека крымских татар; было принято на учёт 195 домов спецпереселенцев. 12 августа 1944 года было принято постановление № ГОКО-6372с «О переселении колхозников в районы Крыма» и в сентябре 1944 года в район приехали первые новоселы (2469 семей) из Ставропольского и Краснодарского краёв, а в начале 1950-х годов последовала вторая волна переселенцев из различных областей Украины. С 25 июня 1946 года Ворон в составе Крымской области РСФСР, а 26 апреля 1954 года Крымская область была передана из состава РСФСР в состав УССР. Время упразднения сельсовета пока не установлено: на 15 июня 1960 года село уже в составе Междуреченского.
Указом Президиума Верховного Совета УССР «Об укрупнении сельских районов Крымской области», от 30 декабря 1962 года Судакский район был упразднён и село включили в состав Алуштинского района. Видимо, в ходе той же кампании укрупнения, был упразднён сельсовет, поскольку на 1968 год он уже не существовал. 1 января 1965 года, указом Президиума ВС УССР «О внесении изменений в административное районирование УССР — по Крымской области» Ворон предан в состав Феодосийского горсовета. В 1979 году был воссоздан Судакский район и село передали в его состав. По данным переписи 1989 года в селе проживало 150 человек. С 12 февраля 1991 года село в восстановленной Крымской АССР. Постановлением Верховного Совета Автономной Республики Крым от 9 июля 1991 года Судакский район был ликвидирован, создан Судакский горсовет, которому переподчинили село. 26 февраля 1992 года Крымская АССР переименована в Автономную Республику Крым. С 21 марта 2014 года в составе Крыма аннексировано Россией, с 5 июня 2014 года в Городском округе Судак.